# 伯克纳环形山
伯克纳环形山（Berkner）是月球背面的一座大型撞击坑，约形成于酒海纪，其名称取自美国物理学家和工程师劳埃德·伯克纳（Lloyd Berkner，1905年-1967年），1970年被国际天文联合会正式批准接受。

## 描述

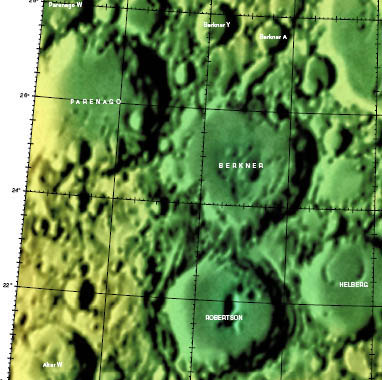
LAC-54 月图

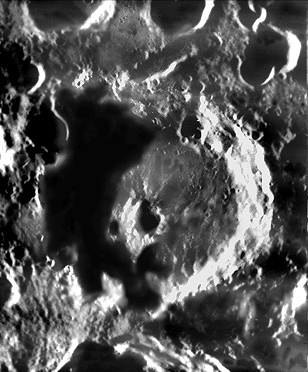
月球勘测轨道飞行器拍摄的图像

伯克纳环形山附靠在帕列纳戈环形山的东南偏东边缘，南面正对着罗伯逊环形山、东南坐落着赫尔贝里环形山。
陨坑的中心月面坐标为25°12′N 105°12′W / 25.2°N 105.2°W，直径87.62公里，深度2.82公里。
该陨坑的外侧边缘，特别是西北侧已严重磨损和侵蚀，东南侧部分则最为完整，其余部分均受到小陨坑的撞击而改变。陨坑壁平均高出周边地形1410米，内部容积7311.23公里³。东侧内壁坡保存有平整的阶地结构痕迹，碗形陨坑的底部南侧崎岖、而北侧更平坦。中心处是一座中央峰残迹，其成分由钙长石（A）和含85-90%斜长石的辉长-苏长-橄长斜长岩（GNTA1）的组成。
该陨坑的外观结构，显示其产生于东南方1300公里的东海盆地和东北400公里的洛伦兹环形山形成时所抛射喷出物的二次轰击。

## 卫星陨石坑
按照惯例，最靠近伯克纳环形山的卫星坑在月图上以字母标注在该坑中心点的旁边。

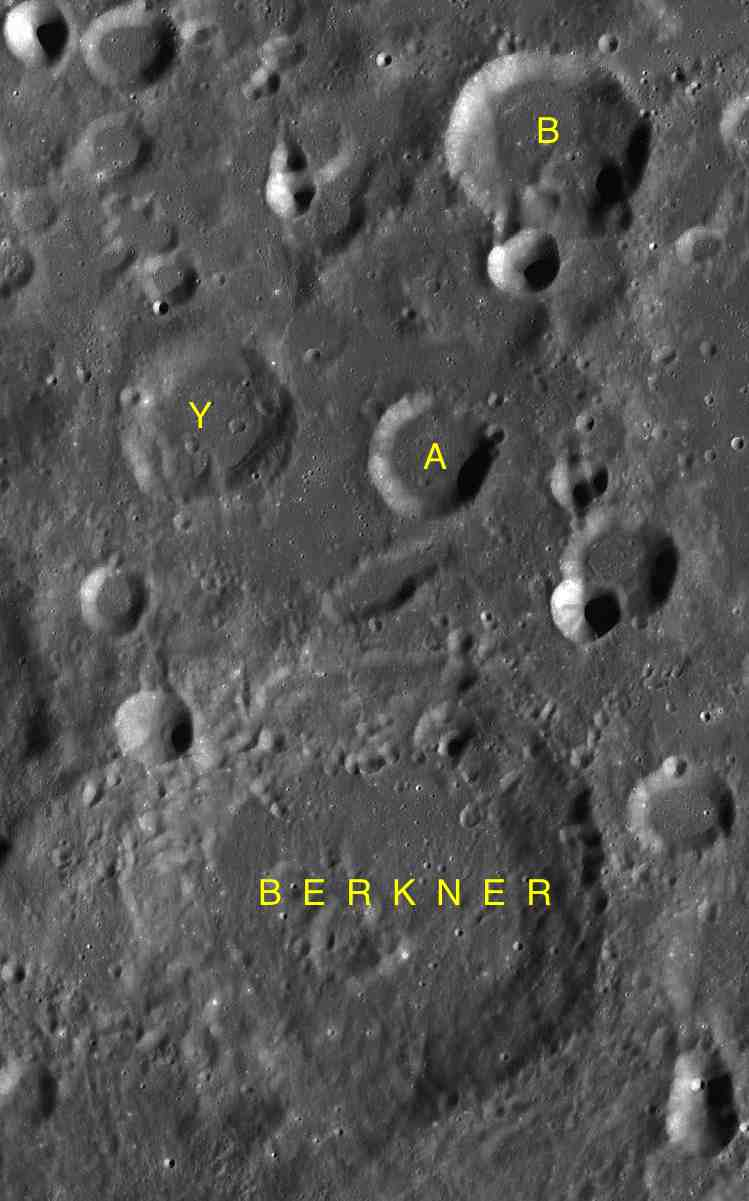
LAC-54 月图

| 伯克纳 | 纬度    | 经度     | 直径    |
| ------ | ------- | -------- | ------- |
| A      | 27.6° N | 104.8° W | 22 公里 |
| B      | 29.3° N | 104.1° W | 33 公里 |
| Y      | 27.8° N | 106.2° W | 31 公里 |